# Dillon Serna
Dillon Serna est un joueur américain de soccer né le 25 mars 1994 à Brighton dans le Colorado. Il joue au poste de milieu offensif.

## Biographie
Dillon Serna rejoint l'académie des Rapids du Colorado en 2009. En 2012, il s'inscrit à l'Université d'Akron en Ohio, il joue alors avec les Zips en NCAA. Ses performances lors de son année freshman lui valent de signer un contrat professionnel Home Grown Player avec son club formateur, les Rapids du Colorado le 18 janvier 2013.
En 2013, il participe au Championnat de la CONCACAF des moins de 20 ans avec l'équipe des États-Unis des moins de 20 ans. Il atteint la finale du championnat de la CONCACAF en étant battu par le Mexique. Deux ans plus tard, en 2015, il dispute le Festival international espoirs – Tournoi Maurice-Revello, qui se déroule en Provence-Alpes-Côte d'Azur. Les Américains terminent troisième du tournoi.

## Palmarès
- Finaliste du Championnat de la CONCACAF des moins de 20 ans en 2013 avec l'équipe des États-Unis des moins de 20 ans